# Riachão do Jacuípe (kommun)
Riachão do Jacuípe är en kommun i Brasilien.   Den ligger i delstaten Bahia, i den östra delen av landet, 1 000 km öster om huvudstaden Brasília. Antalet invånare är 33 081.
Följande samhällen finns i Riachão do Jacuípe:
- Riachão do Jacuípe

Omgivningarna runt Riachão do Jacuípe är huvudsakligen savann. Runt Riachão do Jacuípe är det ganska glesbefolkat, med 23 invånare per kvadratkilometer.